# Третяк, Александр Витальевич
Алекса́ндр Вита́льевич Третя́к (укр. Олександр Віталійович Третяк; род. 13 декабря 1985, Липно, Волынская область) — украинский политик и религиозный деятель. Городской голова Ровно (с 2020 года).

## Биография
Родился 13 декабря 1985 года в селе Липно Киверцовского района Волынской области. Отец — Виталий Федосеевич (род. 1958), мать — Надежда Фёдоровна (род. 1958). Родители работали в системе скорой помощи. Кроме него в семье две сестры — Тамара (род. 1981) и Валентина (род. 1994), а также брат Владимир (1988), проживающий в США.
Окончил местную среднюю школу, после чего в 2003 году поступил на факультет романо-германских языков частного Международного экономико-гуманитарного университета имени Степана Демьянчука, который он окончил спустя пять лет. В 2007 году стал студентом Львовской богословской семинарии, которую окончил в 2010 году по специальности «практическое богословие». Параллельно с учёбой начал преподавательскую деятельность в Ровенской духовной семинарии и Академии Христиан Веры Евангельской. С 2010 года — диакон ровенской «Церкви Святой Троицы».
В 2012 году стал ректором Ровенской духовной семинарии и академии ХВЕ.
С 2009 по 2014 год являлся участником волонтёрских проектов для детей в Буркина-Фасо и Гане. После начала вооружённого конфликта на востоке Украины стал волонтёром в зоне боевых действий. С 2017 по 2019 год — руководитель Движения Реформации в Ровенской области. В 2019 году стал координатором союза религиозных и общественных организаций «Всеукраинский собор» в Ровенской области. В марте 2020 года во время пандемии COVID-19 инициировал акцию помощи медикам в Ровно.
С 2017 по 2019 год являлся ведущим программы «Другая перспектива» на телеканале «Ровно 1».
Перед стартом местных выборов 2020 года присоединился к «Европейской солидарности» и был зарегистрирован в качестве кандидата на должность городского головы Ровно. Накануне второго тура Третяка поддержала партия «Голос». Во втором туре Третяк одержал победу над Виктором Шакирзяном, набрав 50,25 % голосов избирателей. 3 декабря 2020 года принёс присягу в качестве городского головы.

## Взгляды
Является противником ЛГБТ-движения, называя его представителей извращенцами. Поддерживает акции против «Марша равенства». В 2018 году являлся координатором марша за традиционные ценности. Выступал против ратификации Украиной Стамбульской конвенции, направленной против насилия в отношении женщин и насилия в семье, из-за вводимого ею в законодательное поле понятия «гендерная роль».
В октябре 2019 года Третяк на сессии городского совета выступал с просьбой запрета рекламы Хэллоуина.

## Личная жизнь
В 2008 году женился на Ольге Сергеевне Третяк (Герман). Супруга родилась в 1988 году в посёлке Владимирец Ровенской области, работала медсестрой в Ровенском областном центре службы крови. Ольга является первым ребёнком в семье из 14 детей. Её родители возглавляют Ровенский благотворительный фонд «Возрождение».
Сын — Даниил (род. 2012).